# دينار زياني
الدينار الزياني أو التلمساني هو العملة الذهبية التي سكت في المغرب الأوسط في عهد سلالة الزيانيين (633 هـ - 962 هـ / 1236 م - 1554 م) ثم في عهد ولاية الجزائر حيث لا تزال، مع دينار بجاية وقسنطينة، مرجعًا نقديًا مهمًا بسبب وزنها بالذهب.
أنشأت الدولة الزيانية دار السكة في تلمسان، ووفرت الذهب والفضة الضروريين لإصدار القطع النقدية، وقد استعانوا بخبرة أسرة "بني الملاح" الأندلسية التي أشرفت سك النقود الزيانية.
في عهد ولاية الجزائر، استمر سك العملة في تلمسان واستخدمت في غرب الجزائر، وكذلك أيضًا في الجزائر ووسط البلاد حتى القرن السابع عشر بسبب إمدادات الذهب السوداني إلى هذه المدينة. كان وزن هذه العملات يختلف حسب التآكل وجودة الضربة، ويتراوح من 4.58 غرام إلى 4.66 غرام.
وكان عند الدينار الزياني أجزاء مثل نصف دينار، وربع دينار، وثمن دينار. وكان للدينار الزياني أيضًا عملته الفضية المقابلة، وهي "الدرهم الزياني" أو "الدرهم الموريسكي".
وكان وزن الدرهم الزياني غراما ونصف، ويتوفر منه أيضا نصف الدرهم وربعه وثمنه، وكان الدرهم الزياني يحمل عبارة "ما أقرب فرج الله".
كما شكت أيضا عملات نحاسية مختلفة ومتفاوتة في القيمة. وتضمنت هذا العملات نقوشا مختلفة وآيات قرآنية ولفظ الجلالة واسم النبي ﷺ ومكان ضرب العملة في تلمسان وكذلك اسم السلطان الزياني الذي أمر بضرب العملة.